# Portela da Zona Sul
Portela da Zona Sul é uma escola de samba da cidade de São Paulo.

## História
A Portela da Zona Sul foi fundada por moradores dos bairros Americanópolis, Vila Clara, Jardim Mirian, entre outros da região, sendo uma dissidência da União Independente da Zona Sul. Os seus fundadores ansiavam mostrar toda sua paixão e experiência no carnaval.
Cinco anos depois de ter se desligado da União Independente da Zona Sul, o Sr. José Artur (vice-presidente da União) chamou alguns integrantes, entre eles Cleusa, Janete, Márcia, Kino, Maria, Cínthia, Bira, Amaral, Jorge, Mestre Negativo, José Alberto e o carnavalesco Solano Correia e fundaram a escola. 
As cores são inspiradas nas cores da bandeira brasileira (Verde, amarelo, azul e branco).
O primeiro desfile aconteceu na Avenida Cupecê (Zona Sul) já pela UESP.

## Segmentos

### Presidentes
| Nome              | Mandato      | Ref.  |
| ----------------- | ------------ | ----- |
| José Artur Aguiar | ?-atualidade | [ 2 ] |

### Diretores
| Ano  | Diretor de Carnaval | Diretor geral de harmonia | Mestre de bateria | Ref.  |
| ---- | ------------------- | ------------------------- | ----------------- | ----- |
| 2014 |                     |                           | Terik             | [ 3 ] |
| 2015 | Comissão            | José Ricardo              | Tarik             | [ 4 ] |
| 2016 | Everton Souza       |                           | Tarik             | [ 5 ] |

### Coreógrafo
| Ano  | Nome         | Ref. |
| ---- | ------------ | ---- |
| 2014 | Lucia Branco |      |

### Casal de Mestre-sala e Porta-bandeira
| Ano  | Nome            | Ref.  |
| ---- | --------------- | ----- |
| 2014 | Valdemir e Rose | [ 3 ] |
| 2015 | Valmir e Rose   | [ 4 ] |

## Carnavais
| Ano  | Colocação | Grupo     | Enredo | Carnavalesco         | Intérprete                           | Ref         |
| ---- | --------- | --------- | --- | -------------------- | ------------------------------------ | ----------- |
| 2002 | Avaliação | Avaliação | Ler Para Aprender, Fantástica Viagem ao Mundo da Literatura |                      |                                      |             |
| 2003 | Campeã    | 4-UESP    | Os Quatro Elementos | Douglas Amorim       | Rogério "Muleke" e Willian Madrugada |             |
| 2004 | 6º lugar  | 3-UESP    | São Paulo das Mil Faces | Douglas Amorim       | Rogério "Muleke" e Willian Madrugada |             |
| 2005 | Campeã    | 3-UESP    | Quando o manto negro desce | Douglas Amorim       |                                      |             |
| 2006 | 8º lugar  | 2-UESP    | Astrologia, Simbologia da Vida | Douglas Amorim       | Willian Madrugada                    |             |
| 2007 | Campeã    | 2-UESP    | Água Fonte da Vida, Preservar pra Não Faltar | Douglas Amorim       | Willian Madrugada                    |             |
| 2008 | 8º lugar  | 1-UESP    | Em busca da tão sonhada liberdade | Douglas Amorim       | Fernando Ébano                       |             |
| 2009 | 10º lugar | 1-UESP    | Vai dar bandeira nesta festa popular, Brasil tuas cores iremos desvendar | Douglas Amorim       |                                      |             |
| 2010 | 12º lugar | 1-UESP    | Uma História de Amor | Amorim               |                                      |             |
| 2011 | 11º lugar | 2-UESP    | Comemoro o ano de Janeiro a Janeiro | Comissão de Carnaval |                                      |             |
| 2012 | 10º Lugar | 3-UESP    | Sou Fantasia, Cor e Emoção...Com um Sorriso de Criança, vou Conquistar seu Coração | Carlos Lima          | Tchesco SN                           |             |
| 2013 | 13º Lugar | 3-UESP    | Terra dos sonhos: Amazonas - Seus encantos e magias |                      |                                      |             |
| 2014 | 5º lugar  | 4-UESP    | Sou criança, sou alegria, sou emoção |                      | Alexandre                            |             |
| 2015 | 6º lugar  | 4-UESP    | Amazônia - Em busca do Paraíso Perdido Compositores:Nando do Cavaco, André Filosofia, Thiago SP, Diley Machado, Dico, Xandinho Nocera, Leandrinho Lv, Viny da Cor e Thiago Morganti                                             |                      | Vania Cordeiro                       | [ 4 ] [ 2 ] |
| 2016 | 7º lugar  | 4-UESP    | Sonho, fantasia ou realidade. Afinal nem tudo o que parece é verdade Compositores:André Filosofia/Nando do Cavaco/Xandinho Nocera/Diley Machado/Jairo Roizen/Viny da Cor/Leandrinho LV/Guilherme Cecílio/Thiago Morganti/Batata |                      | Vania Cordeiro                       | [ 5 ]       |
| 2017 | 12º lugar | 4-UESP    | |                      |                                      |             |
| 2018 | 13º lugar | 4-UESP    | A lenda do Arco-Íris |                      | Leandrinho LV                        | [ 6 ]       |